# 이노역 (군마현)
이노역(일본어: 井野駅, いのえき)은 일본 군마현 다카사키시에 있는, 동일본 여객철도의 철도역이다. 조에쓰선이 지나가며, 료모 선과 아가쓰마 선 열차들도 다닌다.

## 역 구조
상대식 2면 2선 구조의 지상역이다. 양쪽 승강장은 과선교로 이어져 있다. 역 업무는 JR 다카사키 철도 서비스가 대신 하고 있으며, 간이 개찰기에서 스이카 및 제휴 교통카드의 사용이 가능하다.

### 승강장
| 1 | ■ 조에쓰선 ■ 료모선 ■ 아가쓰마선 | 시부카와 · 미나카미 · 마에바시 · 기류 · 오마에 방면 |
| 2 | ■ 조에쓰선                       | 다카사키 방면                                       |

## 역사
- 1944년 10월 11일 - 일본국유철도 조에쓰선의 다카사키 역과 신마에바시 역 사이에 신호장으로 개업했다.
- 1957년 12월 20일 - 보통역이 되었다.
- 1987년 4월 1일 - 민영화에 따라 동일본 여객철도의 소속이 되었다.
- 2001년 11월 18일 - 스이카의 사용이 가능해졌다.

## 인접역
| 동일본 여객철도 조에쓰선       | 동일본 여객철도 조에쓰선 | 동일본 여객철도 조에쓰선 |
| ------------------------------ | ------------------------ | ------------------------ |
| 다카사키톤야마치 다카사키 방면 | ■ 보통                   | 신마에바시 미나카미 방면 |
| 다카사키톤야마치 다카사키 방면 | ■ 아가쓰마선 보통        | 신마에바시 오마에 방면   |
| 다카사키톤야마치 다카사키 방면 | ■ 료모선 보통            | 신마에바시 기류 방면     |